# Gian Attenhofer
Gian Attenhofer (* 26. April 2002 in Basel) ist ein Schweizer Handballspieler.

## Karriere

### Im Verein
Gian Attenhofer begann das Handballspielen bei ATV/KV Basel. In der Jugend wechselte er 2013 zur HSG Nordwest und 2016 zum RTV Basel, wo er auch seine ersten Einsätze in der Nationalliga A verzeichnen konnte. 2020 ging er zur HSC Suhr Aarau. 2022 und 2023 zog er sich nacheinander in beiden Knien einen Kreuzbandriss zu. Darauf wechselte er 2024 zum deutschen Erstligisten ThSV Eisenach.

### In Auswahlmannschaften
Im November 2021 gab er sein Debüt für die Schweizer Nationalmannschaft. An der Weltmeisterschaft 2025 warf er zwei Tore in vier Spielen und erreichte mit der Auswahl den 11. Platz.